# Pulitzerova nagrada za roman
Nagrada nije dodijeljena 1917. godine. 1948. godine Pulitzerova nagrada za roman zamijenjena je s Pulitzerovom nagradom za književno djelo.
- 1918.: His Family  napisao Ernest Poole
- 1919.: The Magnificent Ambersons napisao Booth Tarkington
- 1920.: nije dodijeljena
- 1921.: Doba nevinosti (The Age of Innocence) napisala Edith Wharton
- 1922.: Alice Adams napisao Booth Tarkington
- 1923.: One of Ours napisala Willa Cather
- 1924.: The Able McLaughlins napisala Margaret Wilson
- 1925.: So Big napisala Edna Ferber
- 1926.: Arrowsmith napisao Sinclair Lewis
- 1927.: Early Autumn napisao Louis Bromfield
- 1928.: The Bridge of San Luis Rey napisao Thornton Wilder
- 1929.: Scarlet Sister Mary napisala Julia Peterkin
- 1930.: Laughing Boy napisao Oliver Lafarge
- 1931.: Years of Grace napisala Margaret Ayer Barnes
- 1932.: The Good Earth napisala Pearl S. Buck
- 1933.: The Store napisao T. S. Stribling
- 1934.: Lamb in His Bosom napisala Caroline Miller
- 1935.: Now in November napisala Josephine Winslow Johnson
- 1936.: Honey in the Horn napisao Harold L. Davis
- 1937.: Gone With the Wind napisala Margaret Mitchell
- 1938.: The Late George Apley napisao John Phillips Marquand
- 1939.: The Yearling napisala Marjorie Kinnan Rawlings
- 1940.: Plodovi gnjeva (The Grapes of Wrath) napisao John Steinbeck
- 1941.: nije dodijeljena
- 1942.: In This Our Life napisala Ellen Glasgow
- 1943.: Dragon's Teeth napisao Upton Sinclair
- 1944.: Journey in the Dark napisao Martin Flavin
- 1945.: A Bell for Adano napisao John Hersey
- 1946.: nije dodijeljena
- 1947.: Svi kraljevi ljudi (All the King's Men) napisao Robert Penn Warren